# Alexandru Codarcea
Alexandru Codarcea (n. 12 ianuarie 1900, Vârșeț, Serbia – d. 28 mai 1974, București) a fost un geolog român, membru titular al Academiei Române din anul 1955.

## Biografie
A fost profesor de mineralogie și petrografie la Institutul de petrol, gaze și geologie din București. Autor al unor importante lucrări cu privire la rocile banatitice, la geologia petrografică și la tectonica Carpaților Meridionali.
A fost membru corespondent al Academiei de Științe din România începând cu 21 decembrie 1935 .

## Opera principală
- Studiul geologic și petrografic al regiunii Ocna de Fier-Bocșa Montană, 1931
- Date noi asupra tectonicii Banatului meridional și a Platoului Mehedinți, 1940

## Decorații
- Ordinul Muncii clasa a II-a (30 decembrie 1957) „cu ocazia celei de a zecea aniversări a proclamării Republicii Populare Romîne și pentru merite deosebite în îndeplinirea sarcinilor date de Partidul Muncitoresc Romîn, pentru merite deosebite pe tărîmul construcției de stat, economice, sociale, culturale și obștești”[2]
- Ordinul „23 August” clasa a IV-a (12 august 1959) „pentru merite deosebite în opera de construire a socialismului”[3]
- Ordinul „Steaua Republicii Populare Romîne” clasa a III-a (18 august 1964) „pentru merite deosebite în opera de construire a socialismului, cu prilejul celei de a XX-a aniversări a eliberării patriei”[4]
- Ordinul „Tudor Vladimirescu” clasa a III-a (30 aprilie 1966) „cu prilejul celei de-a 45-a aniversări de la înființarea Partidului Partidului Comunist din România, pentru merite deosebite în opera de construire a socialismului”[5]
- Ordinul „Meritul Științific” clasa I (26 septembrie 1966) „pentru merite deosebite în activitatea științifică, cu prilejul Centenarului Academiei Republicii Socialiste România”[6]
- titlul de Erou al Muncii Socialiste și medalia de aur „Secera și ciocanul” (4 mai 1971) „cu prilejul aniversării a 50 de ani de la constituirea Partidului Comunist Român, [...] pentru merite deosebite în opera de construire a socialismului”[7]